# Флинт Хилс
Флинт Хилс (на английски: Flint Hills) е хълмиста равнина в централната част на Съединените американски щати, част от Великите равнини.
Тя е разположена в източната част на щата Канзас и съседни части на Оклахома. Намира се в югозападния край на областта на високотревните прерии, и представлява поредица от хълмове, разделени от тесни долини. За разлика от съседните области, интензивно използвани за земеделие, основната част от Флинт Хилс се използва като пасища за говеда.